# Plain White T's

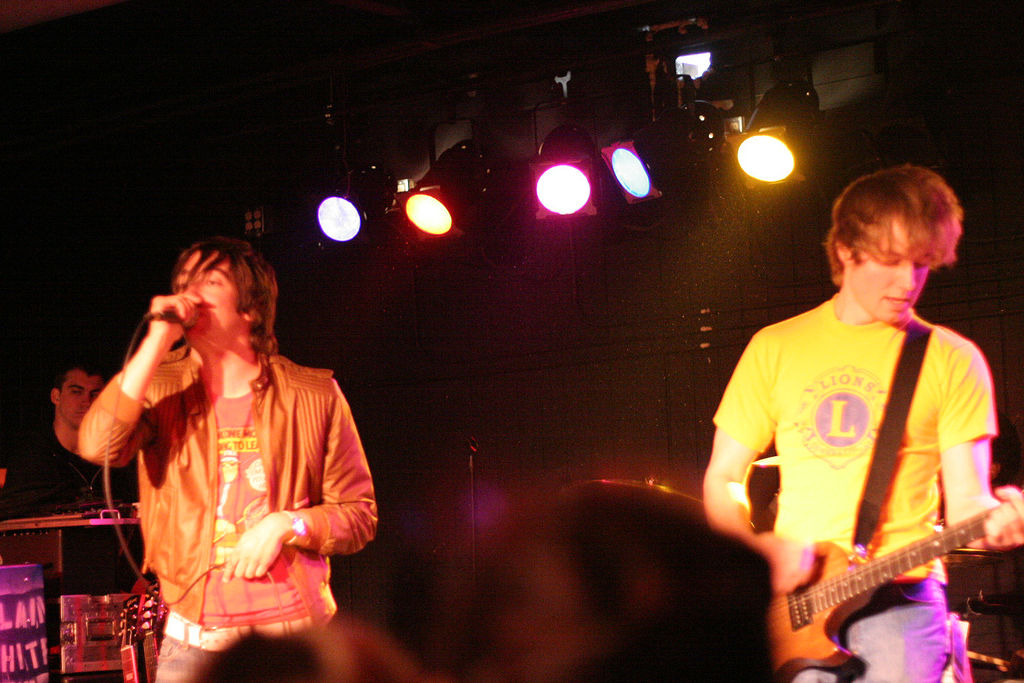
Plain White T's 2005.

Plain White T's är en amerikansk musikgrupp bildad 1997 i Lombard, Illinois. Bandet består av Tom Higgenson (sång), Dave Tirio (gitarr), Mike Retondo (bas, sång), De'Mar Hamilton (trummor) och Tim Lopez (gitarr, sång). De har bland annat haft stora framgångar med singeln "Hey There Delilah".

## Medlemmar
Nuvarande medlemmar
- Tom Higgenson – sång, keyboard, akustisk gitarr (1997–)
- Dave Tirio – trummor, slagverk (1997–2003), rytmgitarr (2003–)
- Tim Lopez – sologitarr, bakgrundssång (2002–)
- Mike Retondo – basgitarr, bakgrundssång (2002–)
- De'Mar Hamilton – trummor, slagverk (2003–)

Tidigare medlemmar
- Steve Mast – sologitarr, bakgrundssång (1997–2002)
- Ken Fletcher – basgitarr (1997–2002)

## Diskografi
Album
- 2000 – Come on Over
- 2002 – Stop
- 2005 – All That We Needed
- 2006 – Every Second Counts
- 2008 – Big Bad World
- 2010 – Wonders of the Younger
- 2015 – American Nights
- 2018 – Parallel Universe

EP
- 2006 – Hey There Delilah
- 2008 – Connect Sets
- 2009 – Daytrotter Session
- 2013 – Should've Gone to Bed

Singlar
- 2004 – "All That We Needed"
- 2005 – "Take Me Away"
- 2006 – "Hey There Delilah"
- 2006 – "Hate (I Really Don't Like You)"
- 2007 – "Hey There Delilah" (återutgåva)
- 2007 – "Our Time Now"
- 2008 – "Natural Disaster"
- 2008 – "1234"
- 2010 – "Rhythm of Love"
- 2013 – "Should've Gone to Bed"

Gästframträdanden (urval)
- 2007 – "Recluse" (Stacy Clark featuring Plain White T's) (på albumet Apples and Oranges)
- 2008 – "Little Miss Obsessive" (Ashlee Simpson featuring Tom Higgenson) (på albumet Bittersweet World)